# Svanatjärnen (Malå socken, Lappland)
Svanatjärnen är en sjö i Malå kommun i Lappland och ingår i Umeälvens huvudavrinningsområde. Sjön har en area på 0,0733 kvadratkilometer och ligger 356 meter över havet. Svanatjärnen ligger i Vindelälven Natura 2000-område.

## Delavrinningsområde
Svanatjärnen ingår i det delavrinningsområde (724003-161667) som SMHI kallar för Inloppet i Bulven. Medelhöjden är 371 meter över havet och ytan är 10,08 kvadratkilometer. Det finns ett avrinningsområde uppströms, och räknas det in blir den ackumulerade arean 18,44 kvadratkilometer. Mattjokbäcken (Kvarnbäcken) som avvattnar avrinningsområdet har biflödesordning 3, vilket innebär att vattnet flödar genom totalt 3 vattendrag innan det når havet efter 257 kilometer. Avrinningsområdet består mestadels av skog (67 procent) och sankmarker (28 procent). Avrinningsområdet har 0,36 kvadratkilometer vattenytor vilket ger det en sjöprocent på 3,6 procent.